# Eilabun
Eilabun (hebreo: עַילַבּוּן, Eilabun)) es un consejo local israelí en el norte de Israel. Se localiza en el valle de Beit Netofa a unos 15 kilómetros al suroeste de Safed. En el año 2015 contaba con una población de 5558 habitantes, la mayoría cristianos (70.5%). El poblado fue designado consejo local en el año 1973 por el gobierno de Israel.

## Toponimia
De acuerdo con la teoría israelí, el poblado se encuentra en el sitio en que se construyó la antigua "Ailabu" (Hebreo: עַיְלַבּוּ), siendo el nombre una variante de Ein Levon.

## Ubicación
Eilabun se ubica al oeste del Lago Kineret, al sur de Maghar y al este de Araba.

## Historia
Se han encontrado restos que datan de la edad de Bronce, la Edad del Hierro II, los dominios persas y romanos, así como bizantinos en excavaciones realizadas en la ciudad y sus alrededores.

## Período Otomano
En 1875, el explorado francés Victor Guérin llegó al poblado y registró una población de 100 cristianos griegos con una pequeña capilla. También describió la presencia de un manantial y los restos de viejas construcciones incluidas columnas. En 1881, el fondo para la exploración de Palestina describía el poblado así: una villa de piedra, bien construida, con unos 100 cristianos. Se situá en un acantalilado, rodeada por matorrales, con tierra arable en el valle. Un buen manantial al oeste de la villa.

## Mandato británico
En el censo de 1922, llevado a cabo por las autoridades del mandato británico, Ailabun tenía una población de 319 habitantes, todos cristianos, la población subió a 404 en el censo de 1931, con 372 cristianos en un total de 85 casas.

## Demografía
De acuerdo a los datos del censo de la Oficina Central de Estadísticas de Israel (CBS), en el año 2015 vivían unas 5.558 personas en Eilabun, con una tasa de crecimiento del 2.5%. Un 70.5% de la población es cristiana.